# Siegfried Schultzenstein
Karl Julius Siegfried Schultzenstein (* 15. Dezember 1881 in Rixdorf; † 7. November 1951 in Berlin-Schöneberg) war ein deutscher Jurist und nach 1945 Präsident der Reichsschuldenverwaltung.

## Leben
Nach dem Studium der Rechtswissenschaften erlangte der Sohn des Vizepräsidenten des preußischen Oberverwaltungsgerichts Max Schultzenstein im Jahre 1903 er die  Promotion zum Dr. jur. et rer. pol. mit dem Thema § 627 B.G.B an der Universität Würzburg. Im Jahre 1913 bekleidete er die Position eines Amtsrichters am Amtsgericht Mitte. Ein Jahr danach wurde er Richter am  Landgericht I in Berlin.
Vor 1919 wechselte er zur Finanzverwaltung des Reiches und wurde 1919 zum Finanzrat ernannt. Zwei Jahre später erfolgte die Beförderung zum Oberfinanzrat und danach zum Staatsfinanzrat. Ab 1928 nahm er eine Tätigkeit beim Reichskommissar für die Ablösung der Reichsanleihen alten Besitzes (Reichssparkommissar), der der Reichsschuldenverwaltung angehörte. Bis 1945 arbeitete er dort als Mitglied der Reichsschuldenverwaltung. Ab 1945 wirkte er als Leiter der Verwaltungsgruppe für Archive der ehemaligen Reichsschuldenverwaltung und wurde Präsident der Schuldenverwaltung bis zu seinem Tod. In Berlin wohnte er in den dreißiger Jahren in Schöneberg (W 30), Neue Bayreuther Straße 7.
Vor seinem Tod teilte er dem Ministerpräsidenten Erhard Hübener von Sachsen-Anhalt mit, dass er seine Tätigkeit aus der Reichsschuldenverwaltung ohne Beunruhigung nach dem Krieg fortgeführt habe: „Mir tut niemand was; vor den Schulden, die das Reich überlebt haben, scheinen sie alle Respekt zu besitzen.“

## Schriften
Schultzenstein schrieb mehrere finanzrechtliche Schriften, die sich hauptsächlich mit der Bewältigung der Reichsschulden befassten. Außerdem war er Herausgeber der Zeitschriften Finanzrechtliche Zeitfragen und Meister des Rechts.
- Polizeiliche Schönheitspflege – Zum Gesetze gegen die Verunstaltung landschaftlich hervorragender Gegenden vom 2. Juni 1902, in: Deutsche Juristen-Zeitung. Jg. 7, 1902  S. 468–471[7]
- Victor Hugo und das Strafrecht, in: Deutsche Juristen-Zeitung, Jg. 7, 1902 S. 168–169[8]
- Der neue Bau der Reichsschuldenverwaltung in Berlin. Mit Fritz Stahl und Ernst von Bandel, Berlin 1924+.
- Die Vorzugsrente nach dem Anleiheablösungsgesetz vom 16. Juli 1925: Systematisch dargestellt für die Praxis mit Wilhelm Dieben,  Berlin 1927
- Das Reichsschuldbuch: dargestellt für die Praxis, Berlin 1927
- Anleiherecht: Reichsschuldenwesen, Reichsschuldbuch, Anleiheablösung, Anleihen auf Grund des Dawes-Plans, Anleihen der Reichspost und Anleihen der Schutzgebiete, Berlin 1929
- Friedrich Karl von Savigny, Berlin 1930
- Die Reichsschuldenverwaltung und ihre Aufgaben, Berlin 1930
- Die Vorzugsrente nach dem Anleiheablösungsgesetz mit Wilhelm Dieben, Berlin 1935
- Reichsanleiherecht, Reichsschuldenwesen, Reichsschuldbuch, stückeloser Verkehr in Reichsanleihen, Anleiheablösung, Sonderschulden des Reichs, Abwicklung von österreichischen und tschechischen Anleiheschulden, mit Wilhelm Dieben, Berlin 1942